# Гайді Вестфаль
Гайді Вестфаль (нім. Heidi Westphal, 5 липня 1959) — німецька академічна веслувальниця.
Срібна призерка Олімпійських Ігор 1980 року в складі парної двійки.
Чемпіонка світу 1979 року в складі парної двійки, срібна призерка 1981, 1982 років у складі парної четвірки зі стерновою.